# فيليبور فاسيليتش
فيليبور فاسيليتش مواليد 13 يونيو 1980 في توزلا، جمهورية يوغوسلافيا الاشتراكية الاتحادية، هو لاعب كرة قدم بوسني. يلعب كمدافع. مثّل منتخب البوسنة والهرسك لكرة القدم.

## المسيرة الاحترافية

### أندية لعب لها
- نادي رادنيك بيلينا
- نادي جيلييزنيتشار ساراييفو

## روابط خارجية
- فيليبور فاسيليتش على موقع قاعدة بيانات كرة القدم.إي يو (الإنجليزية)
- فيليبور فاسيليتش على موقع ناشيونال فوتبول تيمز (الإنجليزية)
- فيليبور فاسيليتش على موقع Soccerway.com (الإنجليزية)